# فراست (تگزاس)
فراست، تگزاس(به انگلیسی: Frost, Texas) شهری در ایالت تگزاس از ایالات جنوبی ایالات متحده آمریکا است. در سرشماری سال ۲۰۰۰، جمعیت این شهر ۶۴۸ نفر اعلام شد.